# Rajdowe Samochodowe Mistrzostwa Polski 1981
Ten artykuł dotyczy sezonu 1981 Rajdowych Samochodowych Mistrzostw Polski.

## Kalendarz[1]
| Runda | Data               | Nazwa rajdu                 | Baza rajdu | Nawierzchnia | Zwycięzca            | Raport   |
| 1     | 24–25 kwietnia     | 11. Rajd Elmot              | Świdnica   | asfalt       | Tomasz Ciecierzyński | Wyniki   |
| 2     | 29–30 maja         | 6. Rajd Krakowski "Krokusy" |            |              |                      | Odwołany |
| 3     | 2–4 lipca          | 41. Rajd Polski             |            |              |                      | Odwołany |
| 4     | 21–22 sierpnia     | 19. Rajd Warszawski         |            |              |                      | Odwołany |
| 5     | 23–25 października | 30. Rajd Wisły              |            |              |                      | Odwołany |

W związku z żałobą po śmierci kardynała Wyszyńskiego, Rajd Krakowski "Krokusy" został odwołany po badaniu technicznym.
Na początku czerwca Główna Komisja Sportu Samochodowego podjęła decyzję o odwołaniu całego cyklu RSMP 1981. Powodem była trudna sytuacja gospodarcza i polityczna w kraju.